# Bob Cleary
Robert Barry (Bob) Cleary (Cambridge (Massachusetts), 21 april 1936 - Hyannis (Massachusetts), 16 september 2015) was een Amerikaans ijshockeyer. 
Cleary won samen met zijn broer Bill tijdens de Olympische Winterspelen 1960 in eigen land de gouden medaille. Dit was de eerste keer dat de Amerikaanse ploeg olympisch goud won bij het ijshockey. Tijdens dit toernooi maakte Cleary in zeven wedstrijden zes doelpunten en vier assists.